# 疋部

疋部，為漢字索引中的部首之一，康熙字典214個部首中的第一百〇三個（五劃的則為第九個）。在傳統漢字與中文簡化字中，其都被歸為五劃部首。疋部通常是從上、下、左方均可為部字。當上、下方為部字時，會以疋作為部字；左方為部字時，會變為⺪。且無其他部首可用者將部首歸為疋部。

## 部首單字解釋
1.ㄆㄧˇ，量詞，通匹。①計算布帛的單位，四丈為一疋。見字彙。②計算馬的單位。
2.ㄕㄨ，①足、腳。見說文。②記，通疏。見說文。
3.ㄧㄚˇ，正，通雅。見廣韻。
𤴓：正的古文。

## 字形

大篆
小篆

## 名稱
- 漢語：疋部　（拼音：　注音：ㄕㄨ ㄅㄨˋ）
- 日語：
- 朝鲜語：

## 部首字元及變形
- ⽦：KANGXI RADICAL BOLT OF CLOTH (U+2F66)
- ⺪：CJK RADICAL BOLT OF CLOTH (U+2EAA)

### 位於文字區
- 疋：CJK UNIFIED IDEOGRAPH-758B
- 𤴔：CJK UNIFIED IDEOGRAPH-24D14

注意：閣下瀏覽器顯示字形未必正確

## 字例
| 除部首外之筆劃 | 字例 -{ |
| -------------- | ------- |
| 0              | 疋𤴓𤴔  |
| 3              | 疌      |
| 5              | 疍      |
| 6              | 疏      |
| 7              | 疎      |
| 8              | 㽰      |
| 9              | 疐疑 }- |

## 外部連結
- 疋部於Unicode的網頁